# Sext Quintili Var (qüestor)
Sext Quintili Var (en llatí: Sextus Quintilius Varus) va ser un magistrat romà del segle i aC. Formava part de la gens Quintília, una antiga gens romana d'origen patrici, i era de la família dels Var.
Era membre del partit pompeià. Va ser qüestor l'any 49 aC i va caure en mans de Juli Cèsar quan va capturar Corfinium al començament de l'any. Alliberat per Cèsar va creuar a Àfrica i va lluitar a les ordes de Publi Ati Var contra Gai Escriboni Curió. Altre cop va ser perdonat per Cèsar l'any 46 aC.
El 44 aC es va unir als republicans i va lluitar amb Brut i Cassi fins a la batalla de Filipos l'any 42 aC. Després de la batalla es va fer matar pel seu llibert. Va ser el pare de Publi Quintili Var, que va ser derrotat al bosc de Teutoburg.